# Sybra moorei
Sybra moorei là một loài bọ cánh cứng trong họ Cerambycidae.